# Émile Léger
Émile Léger   (La Grange aux Bois, 15 d'agost de 1795 - París, 15 de desembre de 1838) fou un matemàtic francès.

## Vida i Obra
Léger va estudiar al Lycée de Mayence (actual Magúncia, aleshores sota domini francès), on el seu pare era professor de retòrica. El 1813 va ingressar a l'École Polytechnique que va deixar el 1816 per anar a viure a Montmorency on el seu pare havia creat una institució d'ensenyament que va tenir força èxit en preparar els alumnes per l'examen d'entrada a l'École Polytechnique. Quan va morir el seu pare, ell mateix es va fer càrrec de la institució.
Léger només va publicar quatre breus articles matemàtics, però un d'ells de 1837 passa per ser el primer en que s'analitza el pitjor dels casos de l'algorisme d'Euclides: quan els inputs són nombres de Fibonacci consecutius. En qualsevol cas no en va proporcionar una demostració rigorosa, això ho va fer P.E.J. Finck el 1841.